# Omar Esparza
Omar Alejandro Esparza Morales (Guadalajara, 21 maggio 1988) è un ex calciatore messicano, di ruolo centrocampista.

## Carriera

### Club
Prodotto delle giovanili dei Chivas, resta nella squadra di Guadalajara fino al 2012; il 14 dicembre viene ceduto in prestito annuale con diritto di riscatto al San Luis.

### Nazionale
Ha disputato il Mondiale Under-20 del 2007 con la Nazionale messicana di categoria.

## Palmarès
- Campionato mondiale Under-17: 1

2005